# 史酷比2：怪兽偷跑
《史酷比2：怪兽偷跑》（英語：Scooby Doo 2: Monsters Unleashed），是2004年美国/加拿大神秘喜剧冒险电影。基于汉纳·巴芭拉电视动画系列《史酷比》，它是第二批中的史酷比真人电影系列，2002年电影《史酷比》的续集。

## 劇情
備受歡迎的神秘公司全員：佛雷德、黛芬妮、威瑪、夏奇和史酷比狗，集體盛裝出席新開幕的「庫索尼恩犯罪學博物館」，當中許多展品都是來自於他們聯合破解的案件中所沒收的幽靈裝。然而，眾人的慶祝突然被一位身穿黑衣、戴著銀色面具的「邪惡面具使者」打斷，其釋出一隻“復活”的翼手龍幽靈襲擊博物館，逃走前偷跑黑騎士幽靈與一萬伏特幽靈兩套服裝。而神秘公司這次的逮捕行動一敗塗地，本地新聞女主播海瑟·賈斯伯·豪爾靠報導來抹黑團隊的名聲，不慎再次搞砸一切的夏奇和史酷比相當自責。當威瑪推斷幕後黑手可能是一位老敵人時，首先考慮到最初的翼手龍幽靈裝扮者強納森·雅各伯，企圖製造怪獸的瘋狂科學家；然而得知他三年前因越獄失敗而墜海喪生。一行人於是開始追查最初的黑騎士幽靈裝扮者耶利米·威克斯，其坐牢期間和雅各伯是獄友。
一行人來到威克斯的棄置大宅中分頭尋找線索，佛雷德、黛芬妮和威瑪找到一本如何製造怪獸的手冊。而一心想證明自己也能破案的夏奇和史酷比，找到一張給威克斯的人造幽靈夜間俱樂部的邀請函，決定對此隱瞞單獨行動。但這時，同樣被復活的黑騎士幽靈現身襲擊眾人，但他們還是平安逃回總部。透過手冊中的資料加上翼手龍幽靈的分析結果，威瑪推斷出靠服裝來製造出怪獸的元素為“隨機物質”，這種物質只存在於本地的一所廢棄採礦小鎮。這時，對威瑪有好感的博物館館長派翠克·懷斯利來到總部約她出去，對自己沒自信的威瑪讓黛芬妮幫自己改變形象後才鼓起勇氣，但眾人到博物館時突然發現這次是所有幽靈服裝都被盜走。兩人約會因此失敗，而海瑟則繼續抹黑神秘公司的名聲，使整座城市開始對他們失去信任感。
夏奇和史酷比瞞著其他人來到「人造幽靈」夜間俱樂部，然而發現其他客人都是曾經被他們揭下過裝扮而坐過牢的罪犯，為了避免被認出而偽裝前去。由於威克斯沒有交代什麼，加上史酷比一時大意而暴露偽裝，兩人逃出俱樂部後開始跟蹤威克斯至採礦場內部。夏奇和史酷比跟丟後遭遇復活的兩人骷髏人幽靈襲擊，最後躲入採礦場地下的實驗室。這時，佛雷德、黛芬妮和威瑪同樣來到採礦鎮找到威克斯，但發現他當時只是計劃將採礦鎮改建成一座遊樂園，威克斯表示他在獄中痛恨著雅各伯，並且跟博物館盜竊案毫無關係。夏奇和史酷比在實驗室中引發化學爆炸，將他們三人引至實驗室後共同找到邪惡面具使者製造怪獸的機器。夏奇和史酷比在玩弄機器時不慎啟動進程復活僵屍幽靈、船長幽靈、礦工幽靈以及柏油幽靈，但他們離開前還是偷走機器最重要的控制圓盤。
為了將控制圓盤搶回來，邪惡面具使者召集所有復活的幽靈威懾整座城市，而神秘公司所有人逃到他們學生時代的樹屋分析圓盤，最後分析他們能透過逆向改造方式來使所有怪獸恢復成服裝。當船長幽靈和翼手龍幽靈找到他們時，一行人帶著改造好的控制圓盤一路至逃回採礦場，但門口也被黑騎士和一萬伏特幽靈把守。當佛雷德和黛芬妮想辦法擊敗兩個幽靈時，威瑪希望夏奇和史酷比來幫她們完成這件事，同時靠她自己來引開骷髏人幽靈。威瑪逃跑至礦道深處找到一座為雅各伯建立的紀念碑，而派翠克剛好出現在那裡，使威瑪確信他就是幕後黑手。然而，派翠克拯救即將墜下去的威瑪以證明他的清白，但派翠克很快被翼手龍幽靈抓走。一行人在實驗室重聚後，所有幽靈以及邪惡面具使者一起現身來阻止他們，即使用圓盤傳遞行動，除史酷比以外的四人集體被柏油幽靈困住。
史酷比靈機一動用身後的滅火器凍住柏油幽靈，搶到控制圓盤並啟動，使所有幽靈集體恢復成原始服裝，脫身的四人感謝史酷比後抓獲邪惡面具使者。神秘公司在大批媒體和支持者面前，揭下面具使者的身份是海瑟·賈斯伯·豪爾，但威瑪同時揭下海瑟的另一面具，揭露她其實是強納森·雅各伯，其三年前落海倖存後策劃這項行動，扮成海瑟玷污他們的名聲，還將罪行嫁禍給威克斯；而雅各伯的攝影師奈德同時作為幫兇而一起被捕。隨著案件成功偵破，神秘公司的名譽恢復，威瑪對獲救的派翠克表露真實的自己並答應他的約會，一行人隨後來到人造幽靈俱樂部共舞慶祝案件破獲。

## 演員
| 角色           | 演員                | 國語配音 | 粵語配音 (明珠台版本，2007年10月27日) |
| -------------- | ------------------- | -------- | ------------------------------------- |
| 弗雷德         | 小弗雷迪·普林兹     | 于正昌   | 黃榮璋                                |
| 黛芬           | 莎拉·米歇尔·盖拉    | 詹雅菁   | 程文意                                |
| 薛吉           | 馬修·里沃德         | 孫誠     | 黃啟昌                                |
| 威瑪           | 琳达·卡德里尼       | 汪世瑋   | 鄭麗麗                                |
| 叔比狗（配音） | 尼尔·范宁           | 林谷珍   | 招世亮                                |
| 派翠克·衛斯理  | 塞思·格林           |          | 劉昭文                                |
| 威克斯         | 彼得·博伊尔         |          | 源家祥                                |
| 雅各伯         | 蒂姆·布雷克·尼尔森  |          | 朱子聰                                |
| 海瑟           | 艾丽西亚·希尔维斯通 |          | 曾秀清                                |

## 外部連結
- 官方网站
- 互联网电影数据库（IMDb）上《史酷比2：怪兽偷跑》的资料（英文）
- 爛番茄上《史酷比2：怪兽偷跑》的資料（英文）
- AllMovie上《史酷比2：怪兽偷跑》的资料（英文）
- Metacritic上《史酷比2：怪兽偷跑》的資料（英文）
- Box Office Mojo上《史酷比2：怪兽偷跑》的資料（英文）